# Lenda do Senhor Santo Cristo

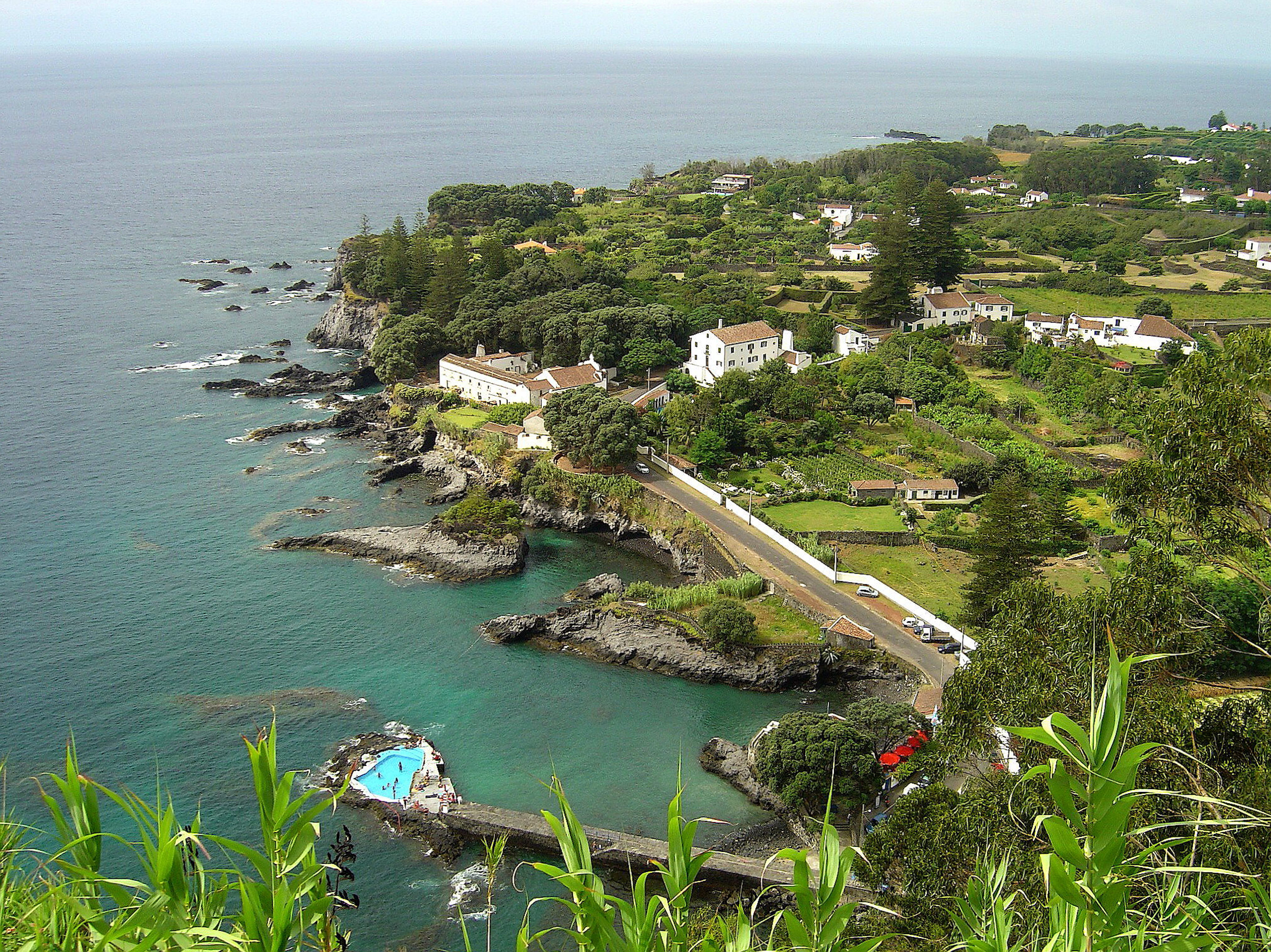
Ancoradouro de Caloura, na Ilha de São Miguel (Açores).

A Lenda do Senhor Santo Cristo é uma tradição oral da localidade da Água de Pau, na ilha de São Miguel, nos Açores. Liga-se às crenças dos povo açoriano no Divino Espírito Santo.

## Lenda
Há muito tempo, as freiras do Convento da Caloura sentiam-se muito tristes porque o povo da localidade de Água de Pau estava a ficar muito afastado da fé e do temor a Deus. Estas irmãs passavam muito tempo a rezar com grande fervor e esperavam que, se tivessem uma imagem nova no seu convento, poderiam atrair os paroquianos de volta aos caminhos da fé.
Resolveram escrever uma carta ao papa em Roma, para pedir que lhes fosse oferecida uma imagem nova para o convento, visto que não tinham dinheiro para a comprarem pelos seus próprios meios. Mas quando receberam a resposta, verificaram que o seu pedido não podia ser atendido. No entanto as irmãs do Convento da Caloura não desesperaram e, apesar das adversidades, continuaram com a fé de que um dia iriam ter uma imagem nova.
Reza a lenda que estes acontecimentos ocorreram numa época em que havia muitos piratas e corsários a percorrer os mares dos Açores. Uma nau que passava ao largo da ilha de São Miguel foi atacada por barcos piratas e muitos dos seus destroços acabaram por dar à costa ao longo de vários dias.
Num destes dias, depois de terem terminado os seus afazeres nos jardins do convento, as freiras encontravam-se a descansar à beira-mar quando viram na água, a flutuar junto às pedras, uma caixa da qual parecia emanar uma luz. Curiosas, desceram para a costa, puxaram o caixote para a praia e quando o abriram viram que continha um lindo busto de Cristo. A imagem tinha um olhar vivo e uma expressão humilde e serena.
De imediato as religiosas acharam que tinham recebido um milagre, porque o Santo Cristo tinha escolhido aportar à ilha de São Miguel, ilha cujo povo tinha fama de ser muito crente. Quando os habitantes de Água de Pau tomaram conhecimento do ocorrido ficaram muitos felizes e a sua fé cresceu. A fama da imagem rapidamente se espalhou desde a vila a outros locais da ilha, juntamente com a fama dos milagres feitos pelo Santo Cristo. Desde essa época, Santo Cristo passou a ser a esperança e uma forma de apoio para todos os habitantes da ilha de São Miguel.
Por muitos anos esta imagem do senhor Santo Cristo foi venerada no Convento da Caloura. No entanto, devido à proximidade deste com o mar e devido aos constantemente ataques por parte dos piratas, as freiras tiveram que se retirar para Ponta Delgada, para o Convento de Nossa Senhora da Esperança, para onde levaram a imagem de Santo Cristo, onde ainda hoje se encontra.
Actualmente, séculos depois do que reza esta lenda, a fé no Senhor Santo Cristo não se perdeu, como se verifica todos os anos nas festas e na procissão que se faz em sua honra, no quinto domingo após o domingo de Páscoa de cada ano.